# 發達智多星
發達智多星（英語：Ten Thousand Ways To Be a Millionaire），首播于1991年間的香港亞洲電視時裝劇集，由陳鴻楷監製，共20集。

## 劇情簡介
羅大佐（張國強）成長于公屋家庭，因生活窮困而與家人組成搶錢家族，從而擺脫了貧困的日子。佐還躋身白領階層，身居要職。但搶錢計畫令羅家上下都變得利慾薰心。佐的父親羅炳文（譚炳文飾）因好賭將家產全部敗光，致使羅家被打回原型。王安妮（唐麗球飾）是佐的同事，受妹妹的影響而懂得運用魔法。因不滿佐的市儈行徑，妮常用魔法捉弄佐及其他公司同事。某日，已傾家蕩產的佐發現自己將有命劫，于是向妮求助，意圖利用她的魔法改變命數……

## 演員表
- 張國強 飾 羅大佐
- 唐麗球 飾 王安妮(Ann)
- 李麗蕊 飾 林偉南
- 譚炳文 飾 羅炳文
- 苗金鳳 飾 羅譚玉珠
- 凌文海 飾 王文海(Superboy)
- 郭　峰 飾 郭德根
- 王艷娜 飾 王艷芬
- 容　兒 飾 羅穎芝
- 嚴秋華 飾 霍秋華
- 黎少芳 飾 林　母
- 嘉　俊 飾 阿　德
- 陳耀輝 飾 阿　雄
- 蔡倩如 飾 May
- 徐曼華 飾 葉小媚
- 鄭君熾 飾 郭曙光
- 劉宗基 飾 史清浩

## 軼事
- 這部是譚炳文轉投亞洲電視的第一部劇集。
- 編劇陳耀輝(即陳十三)在此本劇客串，飾演男女主角的同事之一"阿雄"。
- 蔡倩如拍攝的最後一部劇集，之後退出娛樂圈。